# Campeonato Mundial de Remo de 2019
El XLIX Campeonato Mundial de Remo se celebró en Ottensheim (Austria) entre el 25 de agosto y el 1 de septiembre de 2019 bajo la organización de la Federación Internacional de Sociedades de Remo (FISA) y la Federación Austríaca de Remo.
Las competiciones se realizaron en el Canal de Regatas de Ottensheim, ubicado en un brazo del río Danubio.

## Medallistas

### Masculino
| Evento                               | Oro | Plata | Bronce |
| ------------------------------------ | --- | --- | --- |
| Scull individual M1X (01.09)         | Oliver Zeidler · Alemania · 6:44,55 | Sverri Nielsen Dinamarca 6:44,58 | Kjetil Borch · Noruega · 6:44,84 |
| Doble scull M2X (01.09)              | Liu Zhiyu Zhang Liang China 6:05,68 | Philip Doyle Ronan Byrne Irlanda 6:06,25 | Mirosław Ziętarski · Mateusz Biskup · Polonia · 6:07,87 |
| Cuatro scull M4X (01.09)             | Dirk Uittenbogaard · Abe Wiersma · Tone Wieten · Koen Metsemakers · Países Bajos · 5:51,75                                                                                                   | Dominik Czaja · Wiktor Chabel · Szymon Pośnik · Fabian Barański · Polonia · 5:55,59                                                                                              | Filippo Mondelli · Andrea Panizza · Luca Rambaldi · Giacomo Gentili · Italia · 5:56,11                                                                         |
| Dos sin timonel M2- (01.09)          | Martin Sinković · Valent Sinković · Croacia · 6:42,28 | Thomas Murray Michael Brake Nueva Zelanda 6:45,47 | Sam Hardy Joshua Hicks Australia 6:51,81 |
| Cuatro sin timonel M4- (01.09)       | Mateusz Wilangowski · Mikołaj Burda · Marcin Brzeziński · Michał Szpakowski · Polonia · 6:09,86                                                                                              | Mihăiță Țigănescu · Mugurel Semciuc · Ștefan Berariu · Cosmin Pascari · Rumania · 6:11,41                                                                                        | Matthew Rossiter Oliver Cook Rory Gibbs Sholto Carnegie Reino Unido 6:11,71                                                                                    |
| Ocho con timonel M8+ (01.09)         | Johannes Weißenfeld · Laurits Follert · Christopher Reinhardt · Torben Johannesen · Jakob Schneider · Malte Jakschik · Richard Schmidt · Hannes Ocik · Martin Sauer (t) · Alemania · 5:19,41 | Bjorn van den Ende · Ruben Knab · Jasper Tissen · Simon van Dorp · Maarten Hurkmans · Bram Schwarz · Mechiel Versluis · Robert Lücken · Aranka Kops (t) · Países Bajos · 5:19,96 | Thomas George James Rudkin Joshua Bugajski Mohamed Sbihi Jacob Dawson Oliver Wynne-Griffith Matthew Tarrant Thomas Ford Henry Fieldman (t) Reino Unido 5:22,35 |
| Scull individual ligero LM1X (30.08) | Martino Goretti · Italia · 6:59,48 | Péter Galambos · Hungría · 7:02,37 | Sean Murphy Australia 7:04,55 |
| Doble scull ligero LM2X (01.09)      | Fintan McCarthy Paul O'Donovan Irlanda 6:37,28 | Stefano Oppo · Pietro Ruta · Italia · 6:39,71 | Jonathan Rommelmann · Jason Osborne · Alemania · 6:41,07 |
| Cuatro scull ligero LM4X (30.08)     | Zhang Zhiyuan Chen Sensen Lyu Fanpu Zeng Tao China 5:53,63 | Lorenzo Fontana · Alfonso Scalzone · Catello Amarante · Gabriel Soares · Italia · 5:55,01                                                                                        | Damion Eigenberg · David Kampman · Ward van Zeijl · Bart Lukkes · Países Bajos · 5:56,06                                                                       |
| Dos sin timonel ligero LM2- (30.08)  | Giuseppe Di Mare · Raffaele Serio · Italia · 6:37,75 | Nikita Bolozin · Maxim Telitsyn · Rusia · 6:42,07 | Vangelys Reinke Pereira · Emanuel Dantas Borges · Brasil · 6:45,28                                                                                             |

### Femenino
| Evento                               | Oro | Plata | Bronce |
| ------------------------------------ | --- | --- | --- |
| Scull individual W1X (01.09)         | Sanita Pušpure Irlanda 7:17,14 | Emma Twigg Nueva Zelanda 7:20,56 | Kara Kohler Estados Unidos 7:22,21 |
| Doble scull W2X (01.09)              | Brooke Donoghue Olivia Loe Nueva Zelanda 6:47,17 | Nicoleta-Ancuța Bodnar · Simona Radiș · Rumania · 6:48,55                                                                                                | Roos de Jong · Lisa Scheenaard · Países Bajos · 6:49,22                                                                                                   |
| Cuatro scull W4X (01.09)             | Chen Yunxia Zhang Ling Lyu Yang Cui Xiaotong China 6:34,65                                                                                              | Agnieszka Kobus-Zawojska · Marta Wieliczko · Maria Springwald · Katarzyna Zillmann · Polonia · 6:36,59                                                   | Olivia van Rooijen · Inge Janssen · Sophie Souwer · Nicole Beukers · Países Bajos · 6:36,62                                                               |
| Dos sin timonel W2- (01.09)          | Grace Prendergast Kerri Gowler Nueva Zelanda 7:21,35 | Jessica Morrison Annabelle McIntyre Australia 7:23,62 | Caileigh Filmer · Hillary Janssens · Canadá · 7:26,52 |
| Cuatro sin timonel W4- (01.09)       | Olympia Aldersey Katrina Werry Sarah Hawe Lucy Stephan Australia 6:43,45                                                                                | Elisabeth Hogerwerf · Karolien Florijn · Ymkje Clevering · Veronique Meester · Países Bajos · 6:45,55                                                    | Ida Jacobsen Frida Nielsen Hedvig Rasmussen Christina Johansen Dinamarca 6:47,84                                                                          |
| Ocho con timonel W8+ (01.09)         | Ella Greenslade Emma Dyke Lucy Spoors Kelsey Bevan Grace Prendergast Kerri Gowler Elizabeth Ross Jackie Gowler Caleb Shepherd (t) Nueva Zelanda 5:56,91 | Leah Saunders Jacinta Edmunds Bronwyn Cox Georgina Rowe Rosemary Popa Annabelle McIntyre Jessica Morrison Molly Goodman James Rook (t) Australia 5:59,63 | Felice Mueller Kristine O'Brien Meghan Musnicki Dana Moffat Olivia Coffey Emily Regan Gia Doonan Erin Reelick Katelin Guregian (t) Estados Unidos 6:01,93 |
| Scull individual ligero LW1X (30.08) | Marie-Louise Dräger · Alemania · 7:43,98 | Chiaki Tomita Japón 7:47,28 | Madeleine Arlett Reino Unido 7:49,82 |
| Doble scull ligero LW2X (01.09)      | Zoe McBride Jackie Kiddle Nueva Zelanda 7:15,32 | Marieke Keijser · Ilse Paulis · Países Bajos · 7:19,51                                                                                                   | Emily Craig Imogen Grant Reino Unido 7:21,38 |
| Cuatro scull ligero LW4X (30.08)     | Giulia Mignemi · Greta Martinelli · Silvia Crosio · Arianna Noseda · Italia · 6:34,00                                                                   | Cheng Mengyin Wu Qiang Chen Fang Yuan Xiaoyu China 6:36,31                                                                                               | Fini Sturm · Vera Spanke · Leonie Pieper · Leonie Pless · Alemania · 6:3772                                                                               |
| Dos sin timonel ligero LW2- (30.08)  | Margaret Bertasi Cara Stawicki Estados Unidos 7:32,64                                                                                                   | Sofia Tanghetti · Maria Ludovica Costa · Italia · 7:34,20                                                                                                | Janika Kölblin · Marie-Christine Gerhardt · Alemania · 7:37,72                                                                                            |

## Medallero
| Núm. | País           | Oro | Plata | Bronce | Total |
| ---- | -------------- | --- | ----- | ------ | ----- |
| 1    | Nueva Zelanda  | 4   | 2     | 0      | 6     |
| 2    | Italia         | 3   | 3     | 1      | 7     |
| 3    | China          | 3   | 1     | 0      | 4     |
| 4    | Alemania       | 3   | 0     | 3      | 6     |
| 5    | Irlanda        | 2   | 1     | 0      | 3     |
| 6    | Países Bajos   | 1   | 3     | 3      | 7     |
| 7    | Australia      | 1   | 2     | 2      | 5     |
| 8    | Polonia        | 1   | 2     | 1      | 4     |
| 9    | Estados Unidos | 1   | 0     | 2      | 3     |
| 10   | Croacia        | 1   | 0     | 0      | 1     |
| 11   | Rumania        | 0   | 2     | 0      | 2     |
| 12   | Dinamarca      | 0   | 1     | 1      | 2     |
| 13   | Hungría        | 0   | 1     | 0      | 1     |
| 13   | Japón          | 0   | 1     | 0      | 1     |
| 13   | Rusia          | 0   | 1     | 0      | 1     |
| 16   | Reino Unido    | 0   | 0     | 4      | 4     |
| 17   | Brasil         | 0   | 0     | 1      | 1     |
| 17   | Canadá         | 0   | 0     | 1      | 1     |
| 17   | Noruega        | 0   | 0     | 1      | 1     |
|      | TOTAL          | 20  | 20    | 20     | 60    |